# Rugby Viadana 1970 2019-2020

## TOP12 2019-20

### Stagione regolare
| Incontro                | Andata | Ritorno   |
| ----------------------- | ------ | --------- |
| Reggio Emilia — Viadana | 34-17  | 17-21     |
| Viadana — Lyons         | 31-22  | annullata |
| Mogliano — Viadana      | 16-5   | annullata |
| Petrarca — Viadana      | 13-6   | annullata |
| Fiamme Oro — Viadana    | 31-27  | annullata |
| Viadana — Colorno       | 22-23  | annullata |
| Rovigo — Viadana        | 31-10  | annullata |
| Viadana — Calvisano     | 13-3   | annullata |
| San Donà — Viadana      | 20-20  | annullata |
| Viadana — I Medicei     | 14-19  | annullata |
| S.S. Lazio — Viadana    | 23-37  | annullata |

#### Risultati della stagione regolare
| Posizione | G  | V | N | P | PF  | PS  | DP  | B | Pt |
| --------- | -- | - | - | - | --- | --- | --- | - | -- |
| 6ª        | 12 | 4 | 1 | 7 | 223 | 252 | -29 | 7 | 25 |

## Coppa Italia 2019-20

### Prima fase

#### Girone A
| Incontro                | Risultato |
| ----------------------- | --------- |
| Viadana — Reggio Emilia | 34-23     |
| Lyons — Viadana         | 3-38      |

##### Risultati del girone A
| Posizione | G | V | N | P | PF | PS | DP  | B | Pt |
| --------- | - | - | - | - | -- | -- | --- | - | -- |
| 1ª        | 2 | 2 | 0 | 0 | 72 | 26 | +46 | 2 | 10 |

### Fase finale
| Turno | Incontro         | Andata | Ritorno |
| ----- | ---------------- | ------ | ------- |
| SF    | Viadana — Rovigo | 10-41  | 17-5    |